# Festival de Eurovisión de Baile 2008
El II Festival de Eurovisión de baile se celebró en Glasgow, Escocia, Reino Unido, el 6 de septiembre de 2008.
Participaron 14 países y otros 10 emitieron el festival. Entre las novedades para esta edición se encontraban la incorporación de un jurado de expertos, procedentes de países no participantes, que daría su veredicto junto al televoto de los telespectadores. Este jurado estaba compuesto por cuatro miembros: Gladys Tay de Singapur, Barbara Nagode Ambroz de Eslovenia, Michelle Ribas de Francia y Sven Trout de Alemania. Otra de las novedades que se introdujeron en esta ocasión fue la de que el país que resultara ganador del certamen sería el anfitrión y el encargado de organizar la próxima edición. Hasta ahora las dos veces había tenido lugar en el Reino Unido, ya que la idea inicial de este concurso surgió de la BBC.
Los presentadores de esta edición fueron, como en la anterior edición, Graham Norton y Claudia Winkleman, y el certamen tuvo lugar en el Scottish Exhibition and Conference Centre.
Debutó Azerbaiyán, y no participaron ni Alemania, ni Suiza ni España, aunque esta última tuvo que emitir, según la UER, el festival "para garantizar el interés general de los telespectadores españoles" a través de La 2 de TVE, en diferido.

## Participantes
| N.º | País y TV           | Bailarines                            | Estilos                                                              | Lugar | Puntos |
| --- | ------------------- | ------------------------------------- | -------------------------------------------------------------------- | ----- | ------ |
| 01  | Suecia · TV4        | Jeanette Carlsson y Danny Saucedo     | Cha-cha-chá                                                          | 12    | 38     |
| 02  | Austria · ORF       | Nicole Kuntner y Dorian Steidl        | Slowfox y Jive                                                       | 13    | 29     |
| 03  | Dinamarca DR        | Katja Svensson y Patrick Spiegelberg  | Fusión de Samba, Tango, Pasodoble y Jazz Dance Contemporáneo         | 6     | 102    |
| 04  | Azerbaiyán Ictimai  | Anna Sazhina y Eldar Dzhafarov        | Fusión de Pasodoble, baile folk nacional Azerí, Rumba y Tango        | 5     | 106    |
| 05  | Irlanda RTÉ         | Dearbhla Lennon y Gavin Ó Fearraigh   | Pasodoble y Rumba                                                    | 11    | 40     |
| 06  | Finlandia · YLE     | Maria Lund y Mikko Ahti               | Tango                                                                | 10    | 44     |
| 07  | Países Bajos · TROS | Roemjana de Haan y Thomas Berge       | Rumba y Showdance                                                    | 14    | 1      |
| 08  | Lituania · LRT      | Karina Krysko y Saulius Skambinas     | Estilo libre de Rumba, Cha-cha-chá y elementos acrobáticos           | 4     | 110    |
| 09  | Reino Unido BBC     | Vincent Simone y Louisa Lytton        | Fusión de Pasodoble, Tango y Jive                                    | 9     | 47     |
| 10  | Rusia C1R           | Alexander Litvinenko y Tatiana Navka  | Fusión de Cha-cha-chá, Samba, Rumba, Pasodoble y baile ruso nacional | 2     | 121    |
| 11  | Grecia · ERT        | Jason Roditis y Tonia Kosovich        | Fusión de ritmos latinos                                             | 7     | 72     |
| 12  | Portugal RTP        | Raquel Tavares y João Tiago           | Fusión de Rumba y Tango                                              | 8     | 61     |
| 13  | Polonia · TVP       | Edyta Herbuś y Marcin Mroczek         | Fusión de Rumba y Cha-cha-chá con música moderna Jazz                | 1     | 154    |
| 14  | Ucrania · NTU       | Lilia Podkopayeva y Sergey Kostetskiy | Jive con elementos de Rock and roll y música nacional ucraniana      | 3     | 119    |

## Marcador
|               |                                      | Votantes           |                      |                       |                    |                      |                             |                     |                         |                  |                   |                     |                    |                    |    |    |
| Jurado        | Bandera de Suecia                    | Bandera de Austria | Bandera de Dinamarca | Bandera de Azerbaiyán | Bandera de Irlanda | Bandera de Finlandia | Bandera de los Países Bajos | Bandera de Lituania | Bandera del Reino Unido | Bandera de Rusia | Bandera de Grecia | Bandera de Portugal | Bandera de Polonia | Bandera de Ucrania |    |    |
| Participantes | Suecia                               | 4                  | X                    | 3                     | 10                 | 0                    | 0                           | 7                   | 0                       | 1                | 2                 | 2                   | 2                  | 3                  | 4  | 0  |
| Participantes | Austria                              | 0                  | 0                    | X                     | 3                  | 2                    | 1                           | 3                   | 0                       | 4                | 5                 | 4                   | 5                  | 1                  | 0  | 1  |
| Participantes | Dinamarca                            | 48                 | 8                    | 7                     | X                  | 1                    | 3                           | 8                   | 2                       | 6                | 4                 | 0                   | 1                  | 7                  | 2  | 5  |
| Participantes | Azerbaiyán                           | 28                 | 5                    | 8                     | 0                  | X                    | 7                           | 1                   | 4                       | 12               | 1                 | 10                  | 6                  | 4                  | 12 | 8  |
| Participantes | Irlanda                              | 0                  | 0                    | 0                     | 4                  | 6                    | X                           | 2                   | 0                       | 5                | 8                 | 7                   | 0                  | 0                  | 6  | 2  |
| Participantes | Finlandia                            | 12                 | 12                   | 0                     | 6                  | 5                    | 0                           | X                   | 1                       | 3                | 0                 | 0                   | 0                  | 2                  | 3  | 0  |
| Participantes | Países Bajos                         | 0                  | 0                    | 1                     | 0                  | 0                    | 0                           | 0                   | X                       | 0                | 0                 | 0                   | 0                  | 0                  | 0  | 0  |
| Participantes | Lituania                             | 32                 | 7                    | 0                     | 7                  | 4                    | 10                          | 6                   | 5                       | X                | 10                | 5                   | 4                  | 5                  | 8  | 7  |
| Participantes | Reino Unido                          | 8                  | 1                    | 4                     | 5                  | 3                    | 8                           | 0                   | 10                      | 0                | X                 | 1                   | 3                  | 0                  | 1  | 3  |
| Participantes | Rusia                                | 24                 | 6                    | 6                     | 2                  | 8                    | 4                           | 12                  | 8                       | 10               | 0                 | X                   | 12                 | 10                 | 7  | 12 |
| Participantes | Grecia                               | 40                 | 4                    | 2                     | 0                  | 0                    | 2                           | 5                   | 3                       | 0                | 3                 | 3                   | X                  | 6                  | 0  | 4  |
| Participantes | Portugal                             | 0                  | 3                    | 5                     | 1                  | 7                    | 6                           | 0                   | 6                       | 2                | 7                 | 6                   | 7                  | X                  | 5  | 6  |
| Participantes | Polonia                              | 20                 | 10                   | 12                    | 12                 | 10                   | 12                          | 10                  | 12                      | 8                | 12                | 8                   | 10                 | 8                  | X  | 10 |
| Participantes | Ucrania                              | 16                 | 2                    | 10                    | 8                  | 12                   | 5                           | 4                   | 7                       | 7                | 6                 | 12                  | 8                  | 12                 | 10 | X  |
| Participantes | LA TABLA ESTÁ ORDENADA POR APARICIÓN |                    |                      |                       |                    |                      |                             |                     |                         |                  |                   |                     |                    |                    |    |    |

### Máximas puntuaciones
| N. | A          | De                                                     |
| -- | ---------- | ------------------------------------------------------ |
| 5  | Polonia    | Austria, Dinamarca, Irlanda, Países Bajos, Reino Unido |
| 3  | Rusia      | Finlandia, Grecia, Ucrania                             |
| 3  | Ucrania    | Azerbaiyán, Rusia, Portugal                            |
| 2  | Azerbaiyán | Lituania, Polonia                                      |
| 1  | Finlandia  | Suecia                                                 |

## Retransmisión
Además de los 14 países participantes, otros 7 países emitieron el festival en directo, además de otros 3 en diferido:
- Albania
- Macedonia del Norte
- Armenia
- Bielorrusia
- Bosnia y Herzegovina, el día siguiente
- Chipre
- España, una hora después
- Islandia
- Israel, el día siguiente
- Malta